# Brillenpass

Beispiel für einen gängigen Brillenpass in Deutschland

Ein Brillenpass ist ein Dokument, das wesentliche Informationen über eine Korrektionsbrille enthält, in manchen Fällen auch Auftragsdetails zu deren Anfertigung. Er stellt eine Serviceleistung dar und wird durch das Unternehmen ausgehändigt, welches die Brille an den Kunden ausliefert, in der Regel also durch einen Augenoptiker. Der Brillenpass, der meist etwa die Größe einer Scheckkarte besitzt, ist personenbezogen und enthält den Namen des Brillenträgers. Neben den Angaben über Glasstärken und -material sind zudem oft Informationen über die Art und Größe der Brillenfassung, den Hersteller und das Ausfertigungsdatum vermerkt.
Es gibt keine verbindlichen Richtlinien oder Normen hinsichtlich Inhalt, Struktur oder Aussehen eines Brillenpasses, weshalb sie sich meist von Augenoptiker zu Augenoptiker unterscheiden. Der Nutzen eines Brillenpasses besteht darin, dass er leicht mitgeführt und im Falle von Verlust oder Beschädigung einer Brille diese anhand der vermerkten Informationen rasch durch einen beliebigen Augenoptiker neu angefertigt oder zumindest ein kurzfristiger Ersatz bereitgestellt werden kann.
Häufig verwendete Abkürzungen auf Brillenpässen und ihre Bedeutung:
| Abkürzung            | Bedeutung |
| -------------------- | --- |
| R oder RA            | rechtes Auge |
| L oder LA            | linkes Auge |
| Sph                  | Sphäre: meist in 0,25er-Schritten abgestufter Korrekturwert mit der Einheit „Dioptrie“ für eine Kurz- (-) oder Weitsichtigkeit (+)                                     |
| Cyl                  | Zylinder: meist in 0,25er-Schritten abgestufter Korrekturwert mit der Einheit „Dioptrie“ für eine Hornhautverkrümmung (je nach Berechnung − oder +)                    |
| A                    | Achse: Achslage des Zylinders mit der Einheit „Grad“ in ganzzahlig abgestuften Werten zwischen 0° und 180°                                                             |
| P oder Pr            | Prisma: prismatische Wirkung eines Brillenglases mit der ganzzahligen Einheit „Prismendioptrie“ zum Ausgleich eines manifesten oder latenten Schielens                 |
| B oder Bas           | Basis: Basislage des Prismas mit der Einheit „Grad“ mit ganzzahlig abgestuften Werten zwischen 0° und 360°, oft auch einfach nur „innen“, „außen“, „oben“ oder „unten“ |
| F                    | Ferne: Korrekturwerte für eine Fernbrille oder den Fernteil einer Mehrstärkenbrille                                                                                    |
| N                    | Nähe: Korrekturwerte für eine Nahbrille (häufig auch Lesebrille genannt) oder den Nahteil einer Mehrstärkenbrille                                                      |
| Add                  | Addition: abgestuft in 0,25er-Schritten mit der Einheit „Dioptrie“, zusätzlich zu einer Fernkorrektur, in der Regel für eine Nahdistanz                                |
| HSA, HS oder H       | Hornhautscheitelabstand mit der Einheit „Millimeter“, Entfernung der Brillenglashinterfläche von der Hornhautvorderfläche des Auges                                    |
| PD                   | Pupillardistanz mit der Einheit „Millimeter“, Abstand der Augen zueinander bzw. Abstand des jeweils rechten und linken Auges zur Gesichtsmitte                         |
| EP oder H (Fielmann) | Einschleifhöhe („Eye Point“) mit der Einheit „Millimeter“, beschreibt die Strecke vom unteren Fassungsrand zum Fernzentrierpunkt.                                      |